# Maloarchangelsk

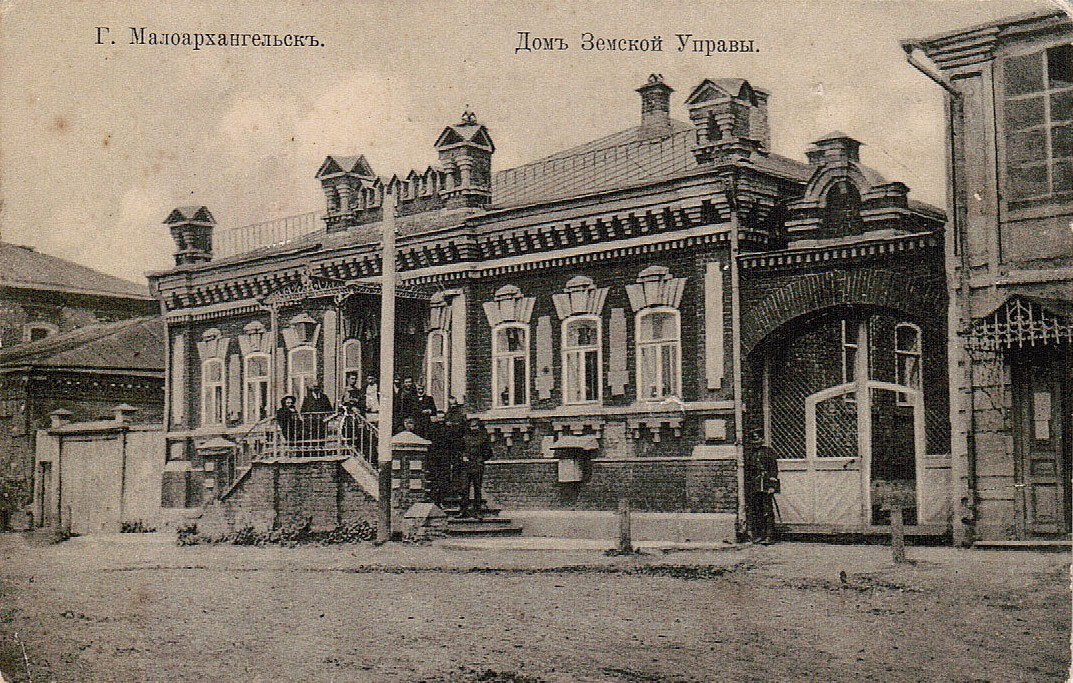
Maloarchangelsk um 1910: Haus der Landstände

Maloarchangelsk (russisch Малоархангельск) ist eine Kleinstadt in der Oblast Orjol (Russland) mit 3620 Einwohnern (Stand 14. Oktober 2010).

## Geografie
Die Stadt liegt etwa 80 km südlich der Oblasthauptstadt Orjol am Flüsschen Bely im Flusssystem der Bystraja Sosna, eines rechten Nebenflusses des Don.
Maloarchangelsk ist Verwaltungszentrum des gleichnamigen Rajons.

## Geschichte
Das im 17. Jahrhundert gegründete Dorf Archangelskoje (von russisch Archangel für Erzengel, nach dem Namen der Dorfkirche) erhielt 1778 das Stadtrecht als Verwaltungszentrum eines Kreises (Ujesds) der Statthalterschaft Orjol unter dem Namen Maly Archangelski gorodok (Kleines Erzengel-Städtchen, zur Unterscheidung vom zu dieser Zeit meist Archangelski gorodok genannten Archangelsk).
Bei der Neuordnung der Gouvernements 1796 verlor der Ort das Stadtrecht kurzzeitig, 1802 wurde es jedoch erneuert. Mit der Zeit wurde der Stadtname zur heutigen Form vereinfacht.
Im Zweiten Weltkrieg wurde Maloarchangelsk am 11. November 1941 von der deutschen Wehrmacht besetzt und am 23. Februar 1943 von Truppen der Brjansker Front der Roten Armee zurückerobert. In der Gegend westlich von Maloarchangelsk nahm die sowjetische Gegenoffensive im Nordteil des sogenannten Kursker Bogens im Sommer 1943 ihren Ausgang.

### Bevölkerungsentwicklung
| Jahr      | 1897 | 1926 | 1939 | 1959 | 1970 | 1979 | 1989 | 2002 | 2010 |
| --------- | ---- | ---- | ---- | ---- | ---- | ---- | ---- | ---- | ---- |
| Einwohner | 7785 | 6238 | 3497 | 2499 | 3000 | 3580 | 4294 | 3962 | 3620 |

Anmerkung: Volkszählungsdaten

## Kultur und Sehenswürdigkeiten
In der Stadt existiert ein hauptsächlich den Ereignissen des Zweiten Weltkrieges gewidmetes Geschichtsmuseum.

## Wirtschaft
In Maloarchangelsk als Zentrum eines Landwirtschaftsgebietes gibt es neben einem kleinen Maschinenbauunternehmen nur Betriebe der Lebensmittelindustrie.
Der Bahnhof der Stadt liegt 14 Kilometer westlich an der Eisenbahnstrecke Moskau–Orjol–Kursk–Charkiw (Streckenkilometer 460).

## Söhne und Töchter der Stadt
- Nikita Kokujew (1848–1914), Entomologe[2]
- Wjatscheslaw Zwetajew (1893–1950), Generaloberst